# A Melodrama of Yesterday
A Melodrama of Yesterday è un cortometraggio muto del 1912 diretto da F.J. Grandon (Francis J. Grandon).

## Produzione
Il film fu prodotto dall'Independent Moving Pictures Co. of America (IMP).

## Distribuzione
Distribuito dall'Universal Film Manufacturing Company, il film - un cortometraggio di 182,88 metri - uscì nelle sale cinematografiche statunitensi il 4 maggio 1912.
Nelle proiezioni, veniva programmato con il sistema dello split reel, accorpato in un'unica bobina con un altro cortometraggio prodotto dalla IMP, la commedia Breach of Promise.